# Ack, saliga hem hos vår Gud
Ack, saliga hem hos vår Gud är en hemlandssång av den brittiskt amerikanske teologen De Witt Clinton Huntington 1874. Texten översattes 1875 till svenska av Erik Nyström. I Sionstoner 1894 anges upphovet till översättningen vara Natanael Beskow, Psalmen har fyra 6-radiga verser, där de bägge sista i varje vers Hos vår Gud, hos vår Gud, Ack, saliga hem hos vår Gud!. Texten bygger på verserna i Psaltaren 55:7 i Bibeln
Melodin är densamma som till psalm 347 i Hemlandstoner enligt uppgift i Sionstoner. Oscar Lövgren anger att melodin är komponerad av Tullius Clinton O'Kane 1874.

## Publicerad i
- Sånger till Lammets lof 1877 som nr 36 (andra häftet 1875) med titeln "Hemma hos Gud".
- Sionstoner 1889 som nr 309 under rubriken "Missionssånger".
- Herde-Rösten 1892 som nr 112 under rubriken "Tröst och uppmuntran".
- Svensk söndagsskolsångbok 1908 som nr 256 under rubriken "Hemlandssånger".
- Svenska Missionsförbundets sångbok 1920 som nr 758 under rubriken "Det eviga livet".
- Svensk söndagsskolsångbok 1929 som nr 195 under rubriken "Hemlandssånger".
- Sions Sånger 1951 som nr 2.
- Sions Sånger 1981 nr 205 under rubriken "Längtan till hemlandet".
- Lova Herren 1988 nr 644 under rubriken "Det himmelska hemmet"